# Teichland
Teichland est une commune allemande de l'arrondissement de Spree-Neisse, Land de Brandebourg.

## Géographie
Teichland se situe dans la Basse-Lusace, dans la zone de peuplement traditionnelle des Sorabes, des Wendes.
La commune comprend les quartiers de Bärenbrück, Maust et Neuendorf.
|         | Peitz     | Jänschwalde  |
|         | Teichland | Heinersbrück |
| Cottbus |           |              |

Teichland se trouve sur la Bundesstraße 168 et la ligne de Cottbus à Guben.

## Histoire
La commune de Teichland est créée le 31 décembre 2000 à la suite de la fusion volontaire des municipalités auparavant indépendantes Bärenbrück, Maust et Neuendorf.

## Personnalités liées à la commune
- Fritz Lattke (1895-1980), peintre et dessinateur
- Kerstin Bednarsky (née en 1960), femme politique